# Podlechy (Korsze)
Podlechy (deutsch Podlechen) ist ein Dorf in Polen in der Wojewodschaft Ermland-Masuren und gehört zur Gmina Korsze (Korschen) im Powiat Kętrzyński (Kreis Rastenburg).

## Geographische Lage
Podlechy liegt im Norden Polens im historischen Ostpreußen am südlichen Stadtrand von Korsze, 17 Kilometer nordwestlich der Kreisstadt Kętrzyn (deutsch Rastenburg).

## Geschichte

### Ortsgeschichte
Das Dorf wurde mit Genehmigung vom Hochmeister des Deutschen Ordens Ludolf König von Wattzau am 23. Juni 1342 angelegt. Die zum Dorf gehörende Fläche umfasste fünf Hufe. 1785 gab es 18 Wohngebäude, 1817 waren es 19 in welchen 161 Menschen lebten.
Von 1874 bis 1945 war Podlechen in den Amtsbezirk Korschen eingegliedert. Er gehörte zum Kreis Rastenburg im Regierungsbezirk Königsberg in der preußischen Provinz Ostpreußen.
Ein Brand im Juli 1908 vernichtete das Dorf größtenteils.
Anfang Januar 1945 wurde die Gegend und damit auch das Dorf von der Roten Armee eingenommen. Als Folge des Zweiten Weltkrieges wurde Podlechen als Podlechy Teil Polens.
Im Jahr 1973 war das Dorf Sitz eines Schulzenamtes (polnisch Sołectwo) zu welchem die Dörfer Olszynka (Waldriede)und Krzemity (Kremitten) gehörten. Heute ist das Dorf Teil der Stadt- und Landgemeinde Korsze.

### Einwohnerzahlen
| Jahr | Einwohner |
| ---- | --------- |
| 1910 | 259       |
| 1933 | 263       |
| 1939 | 275       |
| 1970 | 362       |
| 2011 | 207       |

## Kirche
Bis 1945 war Podlechen in die evangelische Kirche in Schönfließ (polnisch Kraskowo) in der Kirchenprovinz Ostpreußen der Kirche der Altpreußischen Union sowie in die katholische Kirche Korschen (polnisch Korsze) im Bistum Ermland eingepfarrt. Heute gehört Podlechy zur evangelischen Pfarrei Kętrzyn in der Diözese Masuren der Evangelisch-Augsburgischen Kirche in Polenbzw. zur katholischen Kirche Korsze im jetzigen Erzbistum Ermland.

## Verkehr
Durch Podlechy verläuft die Woiwodschaftsstraße 590, welche im Süden nach etwa zwölf Kilometern durch Reszel (Rößel) führt und im Norden durch Korsze und schließlich nördlich von Barciany (Barten) in die Woiwodschaftsstraße 591 mündet. Die nächste Bahnstation ist Korsze, wo jetzt die Bahnstrecke Białystok–Głomno und die Bahnstrecke Toruń–Tschernjachowsk enden.

## Persönlichkeiten
- Karl Löwrick (* 8. November 1894 in Podlechen; † 1945), deutscher Offizier und Generalleutnant